# 马辉之
马辉之（1901年11月20日—1994年），原名马星荣，湖南长沙人，中国近代政治人物。

## 生平
马辉之早年曾参加工人运动，1926年加入中国共产党。1927年赴苏联留学，先后在莫斯科中山大学、列宁学院学习。1930年作为中国职工候补代表出席了赤色职工国际第五次代表大会。回国后，任上海印刷总工会特派员。同年赴沈阳，历任中央满洲省委候补常委兼职工运动委员会书记、中央满洲省委常务兼职工部部长。后又任中华全国铁路总工会中共党团书记、中共河北省委书记等职。1931年底被捕，关入草岚子监狱。1936年出狱后，任中共天津市委书记、河北省委组织部部长。抗日战争期间，历任中共河北省委书记、中共冀热辽区党委书记、中共冀热察区党委书记、中共冀中区党委副书记等职。抗战结束后，又先后担任中共晋察冀分局民运部部长、晋察冀边区抗日联合会主任、晋察冀边区总工会主任等。
中华人民共和国成立后，出任最高人民检察署东北分署副检察长、东北人民政府人民监察委员会副主任等职。1955年调任交通部副部长兼政治部主任。1960年任交通部党组副书记。文化大革命中遭受迫害。文革结束后平反，并出任中纪委常委。1994年在北京逝世。